# Rezerwat Pokazowy Żubrów (Białowieski PN)

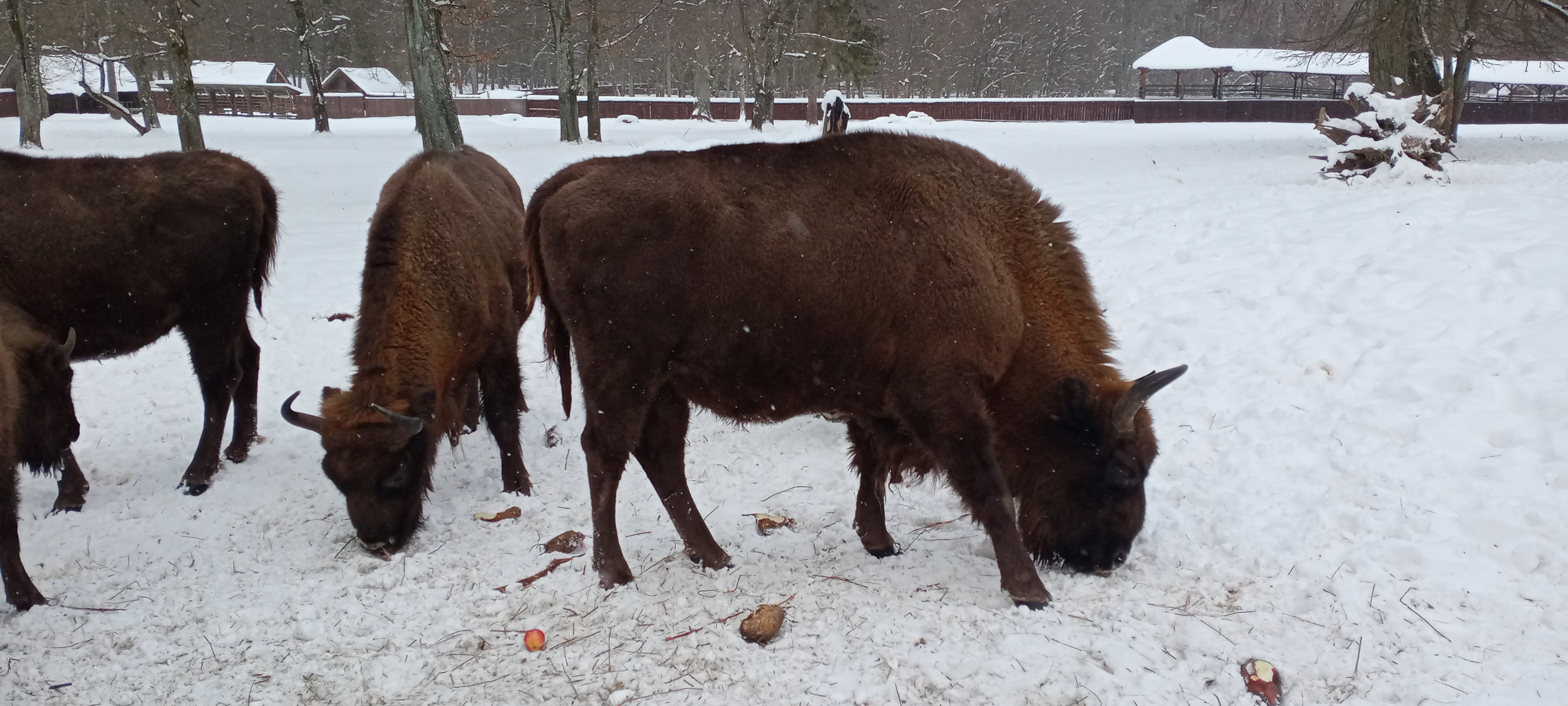
Żubry na terenie Rezerwatu Pokazowego zimą

Rezerwat pokazowy żubrów – zwierzyniec utworzony w okresie międzywojennym w 1929 r.; był pierwszym krokiem ku restytucji ginącego żubra. Usytuowany przy drodze wojewódzkiej nr 689 łączącej Białowieżę z Hajnówką na terenie Nadleśnictwa Zwierzynieckie w Puszczy Białowieskiej .

## Historia
Po I wojnie światowej wymarły dwie ostatnie wolne populacje żubra w Puszczy Białowieskiej (1919) i na Kaukazie (1927). Krach populacji gatunku przeżyły jedynie 54 zwierzęta, w tym 39 wywodzących się bezpośrednio z populacji białowieskiej, żyjących wówczas w ogrodach zoologicznych i prywatnych kolekcjach. Dzięki potomkom tych zwierząt było możliwe rozpoczęcie prac nad restytucją gatunku. Założone w 1923 roku z inicjatywy profesora Jana Sztolcmana Międzynarodowe Towarzystwo Ochrony Żubra, którego celem było ratowanie żubra od zagłady oraz jego restytucja. Towarzystwo rozpoczęło działalność od spisu żubrów żyjących na świecie. Zarejestrowano je w Księdze Rodowodowej Żubrów, której pierwszy zeszyt ukazał się w 1932 roku w Republice Weimarskiej.
W dniu 19 września 1929 r. jako pierwsze przywiezione zostały do Białowieży – pochodzący z Danii – żubrobizon Kobold i pochodzący z Niemiec – samiec Borusse, mający według niektórych źródeł domieszkę krwi żubra kaukaskiego .
10 października 1929 r. przywieziono do rezerwatu dwa kolejne żubry: czystej krwi, pięcioletnią Bisertę i hybrydę Faworytę; 29 sierpnia 1930 żubrzycę Biscayę i żubrobizonkę Stolce. 28 czerwca 1931 przywieziono 20-letnie żubry: Hagena i Gatczynę (nie miały one znaczenia przy restytucji). 2 kwietnia 1935 przywieziono żubrzycę Bilmę. 17 kwietnia sprowadzono 3 letniego byka linii białowieskiej Plischa. W 1937 przyszło na świat pierwsze cielę linii białowieskiej – Polka. Rodzicami Polki byli Biscaya i Plisch. Polka padła w 1942 roku nie dając potomstwa .
W 1932 r. rezerwat powiększono z 22 do 59 hektarów przez dobudowanie dużej 37-hektarowej zagrody, przeznaczonej dla żubrów czystej krwi. W jednej z małych zagród umieszczono sztuki pokazowe, które turyści mogli oglądać ze specjalnej trybuny. W czasie II wojny światowej zwierzęta ocalały i na koniec 1944 roku w białowieskim rezerwacie przebywało 17 żubrów, z czego 4 linii białowieskiej i 13 białowiesko-kaukaskiej. W 1945 roku rozpoczęto budowę nowego rezerwatu żubrów. Nowy obiekt o powierzchni 123 ha graniczył ze starym. Ich łączna powierzchnia po połączeniu w 1946 r. wynosiła 203,23 ha. Nazwano go rezerwatem hodowlanym .
Obecny rezerwat o pow. 27,9 ha powstał w 1937 r., będąc początkowo miejscem restytucji tarpana leśnego. W 1951 zbudowano nowy rezerwat, bezpośrednio przylegający do pokazowego, o powierzchni 43,12 ha. Rozbudowana część stanowi zaplecze dla rezerwatu pokazowego. 1 maja 1955 r. został utworzony Ośrodek Hodowli Rzadkich Zwierząt, wchodzący w skład Białowieskiego Parku Narodowego i obejmujący rezerwaty zwierzęce oraz osadę Zwierzyniec. Po zaniechaniu prac nad restytucją tarpanów i utworzeniu w 1955 r. zagrody dla żubrów spełnia rolę obiektu turystycznego. Funkcjonowanie rezerwatu przerwał na ok. 10 lat remont kapitalny, który miał go zmodernizować i pozwolić na zwiększenie składu gatunkowego prezentowanych zwierząt. Ponownie rezerwat został udostępniony turystom w grudniu 1988 r. 

## Informacje turystyczne
W rezerwacie w warunkach zbliżonych do naturalnych eksponowane są żubry, koniki polskie, łosie, jelenie, sarny, dziki, żubronie (krzyżówka żubra z bydłem domowym), ryś i wilki. 
Naprzeciwko wejścia do rezerwatu znajdują się kramiki z pamiątkami. Można w nich kupić wyroby artystów z regionu oraz miody z lokalnych pasiek. Rezerwat pokazowy zwiedza się spacerując wyznaczoną ścieżką, po obu stronach której rozmieszczone są wybiegi dla zwierząt. Na tablicach informacyjnych umieszczono dokładne informacje o danym gatunku i miejscu jego występowania. Przy rezerwacie rozpoczyna się ścieżka przyrodnicza Żebra Żubra.

## Filatelistyka
Poczta Polska wyemitowała 28 kwietnia 2022 r. znaczek pocztowy upamiętniający Rezerwat Pokazowy Żubrów w BPN, o nominale 3,60 zł, w serii Piękno Polski. Wydrukowano 90 000 sztuk, techniką offsetową, na papierze fluorescencyjnym. Autorem projektu znaczka był Jarosław Ochendzan.